# Montaren-et-Saint-Médiers
Montaren-et-Saint-Médiers é uma comuna francesa na região administrativa de Occitânia, no departamento de Gard. Estende-se por uma área de 19,42 km². Em 2010 a comuna tinha 1 456 habitantes (densidade: 75 hab./km²).